# 부커 T. 존스
부커 T. 존스(영어: Booker T. Jones, 1944년 11월 12일 ~ )는 미국의 작곡가, 프로듀서이다. 부커 T. & 더 M.G.'s(Booker T. & the M.G.'s)의 리더로 가장 유명하다. 다양한 악기를 연주하는 멀티플레이어로, 세션 연주자로서 여러 음악가들과 협업하기도 했다.
솔로로서도 여러 음반을 냈는데, 그 중 2009년작 《Potato Hole》로 그래미상을 받았으며 2011년작 《The Road from Memphis》로 같은 상을 다시 받았다.

## 주해
1. ↑  최우수 기악 음반 부문(Grammy Award for Best Contemporary Instrumental Album)